# Adrian Robertson
Adrian Robertson (Rockhampton, 9 de septiembre de 1974) es un deportista australiano que compitió en judo. Ganó tres medallas en el Campeonato de Oceanía de Judo entre los años 1998 y 2002.

## Palmarés internacional
| Campeonato de Oceanía | Campeonato de Oceanía      | Campeonato de Oceanía | Campeonato de Oceanía |
| Año                   | Lugar                      | Medalla               | Categoría             |
| --------------------- | -------------------------- | --------------------- | --------------------- |
| 1998                  | Apia (Samoa)               | Medalla de oro        | –60 kg                |
| 2000                  | Sídney (Australia)         | Medalla de oro        | –60 kg                |
| 2002                  | Wellington (Nueva Zelanda) | Medalla de bronce     | –60 kg                |